# رسم عاشق‌کشی
رسم عاشق‌کشی  که در ابتدا عاشق کشون نام داشت فیلمی به کارگردانی و نویسندگی خسرو معصومی فیلم‌برداری نادر معصومی و صدابرداری احمد صالحی و به تهیه کنندگی محمود فلاح ساختهٔ سال ۱۳۸۱ است.

## خلاصه داستان
پدر جلال موقع قطع یکی از درختان جنگلی در شمال دستگیر می‌شود و به زندان می‌افتد. پس از این اتفاق، اره‌ای که میرزا آقا به پدر جلال داده بود ضبط می‌شود و اعضای خانواده در غیاب پدر مجبور می‌شوند هزینه اره را بپردازند. لطیف سرباز اهری پاسگاه روستا، به ماجان (خواهر جلال) علاقه دارد و چون باجی (مادر جلال) لطیف را حین بردن شوهرش به زندان دیده، در مورد ازدواج این دو تغییر عقیده می‌دهد. جلال با دیدن تلاش فراوان مادرش و رفتار نامناسب میرزاآقا با او، تصمیم می‌گیرد به واسطه سفارش نجار به میرزاآقا که سردسته قاچاقچیان چوب منطقه است، هر روز پیش از رفتن به مدرسه، اره را از روستا به جنگل حمل کند و آن را به دست عطا و فرج برساند. لطیف که با سماجتش باجی را کلافه کرده، رفته رفته او را متقاعد می‌کند که در دستگیری شوهرش نقشی نداشته است. فرج که یکی از قاچاقچیان چوب است بدون دلیل روشنی با خانواده جلال مشکل دارد و از حرف‌های نجار برمی آید که پدر جلال را هم او به مأموران لو داده است. ورود دیرهنگام جلال به مدرسه، چرت زدنش سر کلاس و کوتاهی اش در انجام تکلیف‌ها باعث می‌شود باجی پس از آگاهی از آنها جلال را تنبیه کند. لطیف که کتاب درسی جلال را در جنگل پیدا کرده، موضوع را به ماجان اطلاع می‌دهد. خانواده با پدر از طریق نامه ارتباط دارد و جلال که موفق شده پول اره را بپردازد با هزار تومانی که از نجار گرفته، از پدرش درخواست می‌کند موقع بازگشت برایش ساعت مچی بخرد. غیبت‌های دائم جلال و رفتار مشکوک او حساسیت خانواده را برمی‌انگیزد و لطیف که صبحگاه او را تعقیب می‌کند، متوجه می‌شود که مأموریت هر روزه جلال چیست. لطیف که لباس سربازی به تن دارد، وسط جنگل به محاصره قاچاقچیان درمی آید و با وجود مخالفت عطا توسط آنان مضروب می‌شود. فرج و گروهش به نوبت به لطیف حمله می‌کنند و در قتل او شریک می‌شوند.

## بازیگران
| قسمت                      | نامزد                  | نتیجه  | جایزه        |
| ------------------------- | ---------------------- | ------ | ------------ |
| بهترین فیلم               | محمود فلاح/خسرو معصومی | کاندید | سیمرغ بلورین |
| بهترین بازیگر نقش اول زن  | گوهر خیراندیش          | برنده  | سیمرغ بلورین |
| بهترین بازیگر نقش مکمل زن | حوریه میرمحمدی         | کاندید | سیمرغ بلورین |
| بهترین فیلمنامه           | خسرو معصومی            | کاندید | سیمرغ بلورین |
| بهترین موسیقی متن         | پیمان یزدانیان         | کاندید | سیمرغ بلورین |
| بهترین صداگذاری           | محمدرضا دلپاک          | کاندید | سیمرغ بلورین |
| بهترین تدوین              | حسن حسندوست            | کاندید | سیمرغ بلورین |

- حسین محجوب
- گوهر خیراندیش
- حوریه میرمحمدی
- آرمان نیک زاد
- مهران رجبی
- حسین عابدینی
- محسن قاضی مرادی
- مهرداد فلاحتگر
- نورالدین اعلمی
- ایرج قوشچی
- علیرضا پورمحمد
- حسین کریمی البرز
- شهریار رنجبر
- حسین مقدس
- مهسا نونهال
- ضامن مهتاجی
- یعقوب مهتاجی
- مریم مهتاجی
- محمود اسحاقی
- رمضان اسحاقی
- عینعلی مهتاجی